# Pardosa pseudoannulata
Pardosa pseudoannulata es una especie de araña araneomorfa del género Pardosa, familia Lycosidae. Fue descrita científicamente por Bösenberg & Strand en 1906.
Habita en Pakistán, India, Bután, China, Taiwán, Corea, Japón, Laos, Filipinas e Indonesia (Java).

## Descripción
Pardosa pseudoannulata exhibe un dimorfismo sexual significativo en términos de tamaño. Las hembras son, en promedio, 1,3 veces más grandes que los machos. Esta araña se puede reconocer por las marcas de anillos en sus patas y las bandas oscuras en su caparazón. La parte inferior de estas arañas se caracteriza por seis puntos negros. Las hembras de P. pseudoannulata son fáciles de detectar, ya que la mayoría tendrá un saco de huevos adherido a sus hileras. P. pseudoannulata tiene tres filas de ojos, la primera fila tiene cuatro ojos y las otras filas tienen dos ojos cada una.

## Hábitat y distribución
Pardosa pseudoannulata está ampliamente distribuida en China, India, Corea, Japón y otros países del este de Asia. Se encuentra más comúnmente en los campos de cultivo en toda China. Estas arañas se ven comúnmente en los campos de arroz y son el depredador dominante.
Comúnmente habita en campos agrícolas cultivables y hábitats abiertos similares. Es una de las especies de arañas que habitan en la superficie más comunes en China central y juega un papel importante como agente de control contra plagas e insectos dentro de los campos de cultivo. La araña también se encuentra cerca de campos con estanques y tiene la capacidad de moverse rápidamente sobre cuerpos de agua. Debido a la naturaleza de la agricultura, los campos permanecerán en barbecho durante varios meses, disminuyendo la densidad de presas que migran al campo para aprovechar los nutrientes de los cultivos. Esto hace que P. pseudoannulata pase hambre durante varios meses, lo que explica por qué están bien adaptados para sobrevivir en entornos con recursos insuficientes.
Para producir el máximo número de huevos y la tasa más alta de eclosiones exitosas, Pardosa pseudoannulata prefiere temperaturas entre 20 y 30 °C, siendo la temperatura óptima 25 °C. Si la temperatura es inferior a 10 °C, las arañas dejarán de comer y, en consecuencia, no crecerán ni se desarrollarán. En temperaturas superiores a 40 °C, las arañas se moverán lentamente y permanecerán escondidas en madrigueras.

## Dieta
Pardosa pseudoannulata comúnmente muere de hambre y tiene dificultades para buscar suficientes nutrientes. Por lo tanto, la ocurrencia de canibalismo proporciona una estrategia de adaptación para la supervivencia de las hembras, así como beneficios reproductivos. El canibalismo previo a la cópula en el que la araña macho se usa únicamente como alimento se observa comúnmente en hembras que ya se han apareado. El consumo de congéneres constituye una cuarta parte de la dieta de la hembra. Las arañas macho son una fuente de nutrición especialmente buena debido a su gran tamaño (las hembras son 1,3 veces más grandes) en comparación con las presas naturales, que son insectos varias veces más pequeños que las hembras.
La presa natural de Pardosa pseudoannulata son las plagas de los campos de arroz, siendo Nilaparvata lugens, el más común. N. lugens abunda en los campos de arroz y es perjudicial para el crecimiento de las plantas de arroz. Pardosa pseudoannulata prefiere el saltamontes sobre otras plagas, y el saltamontes representa alrededor del 30% de la dieta de una araña promedio.

## Ciclo de vida
Pardosa pseudoannulata tendrá en promedio dos generaciones y media por año. Al igual que otras especies de Pardosa, los subadultos y los adultos hibernan para conservar energía y sobrevivir los fríos meses de invierno. Los adultos que pasan el invierno estarán inactivos de noviembre a marzo, ya que acumulan masa corporal. Se enterrarán en el suelo o usarán la basura en su hábitat natural como refugio. Alcanzarán su pico reproductivo a principios de mayo, y este pico generalmente consiste en la generación que pasa el invierno. Un segundo pico reproductivo se observa a principios de julio con la segunda generación. Un tercero se podrá ver a finales de septiembre con la siguiente generación.